# 磁束密度
磁束密度（じそくみつど、英: magnetic flux density）とは、文字通り単位面積当たり磁束、磁束の面密度であり、ベクトル量である。単に磁場と呼ばれることもある。もっぱら記号 {\displaystyle {\boldsymbol {B}}} で表される。単位は、国際単位系 (SI)ではテスラ (T)、もしくはウェーバ毎平方メートル (Wb/m2)である。
磁束密度の記号 {\displaystyle {\boldsymbol {B}}} はジェームズ・クラーク・マクスウェルが用いたものである（A Treatise on Electricity and Magnetism.1873.P.P.236～237）。
彼は数々の数量について単純にアルファベット順に文字を充てたため、 {\displaystyle {\boldsymbol {B}}} が特定の語の頭文字という謂れはない。これは磁場 {\displaystyle {\boldsymbol {H}}} についても同様である。

## 概要
磁束密度の定義について、現在最も広く用いられるのは、ある電線について流れる電流強度と電線に作用する力との比である。特に電流単位を A、長さ単位を m 、力単位を N とした場合の磁束密度単位は、テスラ [T] とされている。
電流強度の定義と合わせて、電流１Aの無限長電線により1m離れた位置に生じる磁場は２E-7テスラとなる。
単位量の電流が流れる電線の単位長毎に働く電磁気的な力はその場の磁束密度と等値である。
位置 {\displaystyle {\boldsymbol {x}}} に於いて、電流 {\displaystyle I} が流れている導線の長さ {\displaystyle \mathrm {d} {\boldsymbol {l}}} の部分に作用する力 {\displaystyle \mathrm {d} {\boldsymbol {F}}} は以下の式で表される。
{\displaystyle \mathrm {d} {\boldsymbol {F}}=I\mathrm {d} {\boldsymbol {l}}\times {\boldsymbol {B}}({\boldsymbol {x}})}
{\displaystyle {\boldsymbol {B}}({\boldsymbol {x}})} が位置 {\displaystyle {\boldsymbol {x}}} に於ける磁束密度である。但し、 {\displaystyle \times } は外積である。また、この時の {\displaystyle {\boldsymbol {F}}} は電磁力と呼ばれ、移動する荷電粒子に働くローレンツ力の和である。

## 磁場と磁束密度の関係
磁場については、「電流のもたらす磁場」と「電流に作用する磁場」とを区別する必要があるが、「磁束」はもっぱら「電流に作用する」磁場を指し、もう一方の「電流のもたらす磁場」を単に「磁場」ないしは「磁界」と呼んで区別する。
磁束密度 {\displaystyle {\boldsymbol {B}}} は磁場 {\displaystyle {\boldsymbol {H}}} と磁化 {\displaystyle {\boldsymbol {M}}} を用いて
{\displaystyle {\boldsymbol {B}}=\mu _{0}({\boldsymbol {H}}+{\boldsymbol {M}})}
同時に
{\displaystyle {\boldsymbol {H}}=\mu _{0}^{-1}{\boldsymbol {B}}-{\boldsymbol {M}}}
の関係にある。ここで {\displaystyle \mu _{0}} は磁気定数（真空の透磁率）である。
線型媒質中においては
{\displaystyle {\boldsymbol {M}}=\chi _{\mathrm {m} }{\boldsymbol {H}}}
であり
{\displaystyle {\boldsymbol {B}}=\mu {\boldsymbol {H}}\ ,\quad \mu =\mu _{0}(1+\chi _{\mathrm {m} })}
と書き替えられる。

電流によって決まる磁場{\displaystyle {\boldsymbol {H}}} に対して、磁束密度 {\displaystyle {\boldsymbol {B}}} はその点の磁場{\displaystyle {\boldsymbol {H}}} に対する応答特性にも依存する。

## 磁束の保存
空間内の任意の領域についてその境界での磁束の総和はゼロである。
{\displaystyle \oint _{\partial V}\mathrm {d} {\boldsymbol {S}}\cdot {\boldsymbol {B}}=0}
これはこの領域を出る磁束と入る磁束が等しいことを表し、磁束が閉曲線であることを意味している。、磁束の起点や終点、つまり磁気単極子が存在しないことを意味している。
この式は発散定理を用いれば
{\displaystyle \int _{V}\mathrm {d} ^{3}x\,\nabla \cdot {\boldsymbol {B}}=0}
と変形できる。
領域は任意なので被積分関数が 0 となり、
{\displaystyle \nabla \cdot {\boldsymbol {B}}=0}
が得られる。これはマクスウェルの方程式の一つである。
仮に磁気単極子が存在するならばこれらの式は
{\displaystyle \oint _{\partial V}\mathrm {d} {\boldsymbol {S}}\cdot {\boldsymbol {B}}=Q_{m}}
{\displaystyle \nabla \cdot {\boldsymbol {B}}=\rho _{m}}
と変更される。
ここで {\displaystyle Q_{m}} は領域内の磁荷、{\displaystyle \rho _{m}}は磁荷密度である。

## 飽和磁束密度
飽和磁束密度とは磁性材料に外部磁場を印加していくと磁界をHmより大きくしてもBは飽和し増加しなくなる。この点を飽和磁束密度Bmという。飽和磁束密度が高いほど強力な磁石となる。磁束密度が飽和した後、外部磁場を無くしても強磁性体に残る磁束密度を残留磁束という。